# Ponerorchis pugeensis
Ponerorchis pugeensis är en orkidéart som först beskrevs av Kai Yung Lang, och fick sitt nu gällande namn av S.C.Chen, P.J.Cribb och S.W.Gale. Ponerorchis pugeensis ingår i släktet Ponerorchis och familjen orkidéer. Inga underarter finns listade i Catalogue of Life.